# National Aviation Hall of Fame
Die National Aviation Hall of Fame (abk. NAHF) ist eine öffentliche Ehrungsstätte des National Museum of the United States Air Force der Wright-Patterson Air Force Base in Dayton im US-Bundesstaat Ohio. Sie wurde 1962 gegründet.
Die NAHF ehrt Personen für ihre besonderen Leistungen in der US-amerikanischen Luft- und Raumfahrttechnik.

## In alphabetischer Reihenfolge
- Bert Acosta (2014)
- Edwin Eugene „Buzz“ Aldrin, Jr. (2000)
- John Richardson Alison (2005)
- William McPherson Allen (1971)
- William Alison „Bill“ Anders (2004)
- Clarence Emil „Bud“ Anderson (2008)
- Frank Maxwell Andrews (1986)
- Harry George Armstrong (1998)
- Neil Alden Armstrong (1979)
- Henry Harley Arnold (1967)
- John Leland Atwood (1984)
- Bernt Balchen (1973)
- Thomas Scott Baldwin (1964)
- Lincoln J. Beachey (1966)
- Alan LaVern Bean (2010)
- Olive Ann Beech (1981)
- Walter Herschel Beech (1977)
- Alexander Graham Bell (1965)
- Lawrence Dale Bell (1977)
- Giuseppe Mario Bellanca (1993)
- Vincent Hugo Bendix (1991)
- William Edward Boeing (1966)
- Charles Frank Bolden (2017)
- Richard Ira Bong (1986)
- Frank Borman (1982)
- Albert Boyd (1984)
- Walter J. Boyne (2007)
- Mark Edward Bradley (1992)
- George Scratchley Brown (1985)
- Clayton J. Brukner (1997)
- Richard Evelyn Byrd (1968)
- Robert Cardenas (2015)
- Marion Eugene Carl (2001)
- Scott Carpenter (2017)
- Eugene Cernan (2000)
- Clyde Vernon Cessna (1978)
- Clarence Duncan Chamberlin (1976)
- Octave Chanute (1963)
- Claire Lee Chennault (1972)
- Geraldine M. Cobb (2012)
- Jacqueline Cochran (1972)
- Bessie Coleman (2006)
- Eileen Marie Collins (2009)
- Michael Collins (1985)
- Harry Benjamin Combs (1996)
- Charles „Pete“ Conrad (1980)
- Laurence Cardee Craigie (2000)
- Frederick Coolidge Crawford (1993)
- Scott Crossfield (1983)
- Alfred Austell Cunningham (1965)
- Glenn Hammond Curtiss (1964)
- Herbert Arthur Dargue (1997)
- Benjamin O. Davis (1994)
- Alexander Procofieff De Seversky (1970)
- James Harold Doolittle (1967)
- Donald Wills Douglas (1969)
- Charles Stark Draper (1981)
- Ira Clarence Eaker (1970)
- Amelia Earhart Putnam (1968)
- Carl Benjamin Eielson (1985)
- Theodore Gordon Ellyson (1964)
- Eugene Burton Ely (1965)
- Joe Henry Engle (2001)
- Frank Kendall Everest, Jr. (1989)
- Sherman Mills Fairchild (1979)
- Carlisle Keith Ferris (2012)
- Reuben Hollis Fleet (1975)
- Anton Herman Gerard Fokker (1980)
- Henry Ford (1984)
- Joseph Jacob Foss (1984)
- Steve Fossett (2007)
- Benjamin Foulois (1963)
- Betty Skelton Frankman (2005)
- William John Frye (1992)
- Fitzhugh Fulton (1999)
- Francis Stanley Gabreski (1978)
- Dominic Salvatore Gentile (1995)
- Robert Rowe Gilruth (1994)
- John Herschel Glenn (1976)
- George William Goddard (1976)
- Robert Hutchings Goddard (1966)
- Arthur Godfrey (1987)
- Barry Morris Goldwater (1982)
- Warren G. Grimes (2010)
- Virgil Ivan „Gus“ Grissom (1987)
- Robert Ellsworth Gross (1970)
- Leroy Randle Grumman (1972)
- Harry Frank Guggenheim (1971)
- Daniel J. Haughton (1987)
- Albert Francis Hegenberger (1976)
- Edward Henry Heinemann (1981)
- David Lee Hill (2006)
- Robert A. Hoover (1988)
- Howard Robard Hughes (1973)
- David Sinton Ingalls (1983)
- Daniel James Jr. (1993)
- Elrey Borge Jeppesen (1990)
- Clarence Leonard Johnson (1974)
- Evelyn Bryan Johnson (2007)
- Alvin Melvin Johnston (1993)
- Thomas Victor Jones (1992)
- Herbert David Kelleher (2008)
- George Churchill Kenney (1971)
- Charles Franklin Kettering (1979)
- Iven Carl Kincheloe Jr. (2011)
- James Howard Kindelberger (1972)
- Joseph William Kittinger (1997)
- Augustus Roy Knabenshue (1965)
- William J. „Pete“ Knight (1988)
- Clay Lacy (2010)
- Frank Purdy Lahm (1963)
- Samuel Pierpont Langley (1963)
- William Powell Lear (1978)
- Curtis Emerson LeMay (1972)
- Anthony William LeVier (1978)
- Anne Morrow Lindbergh (1979)
- Charles Augustus Lindbergh (1967)
- Edwin Albert Link (1976)
- Allan Haines Lockheed (1986)
- Grover Loening (1969)
- Nancy Harkness Love (2005)
- James Arthur Lovell (1998)
- Gervais Raoul Lufbery (1998)
- Frank Luke (1975)
- Paul Beattie MacCready (1991)
- John Arthur Macready (1968)
- Glenn Luther Martin (1966)
- David McCampbell (1996)
- James Smith McDonnell (1977)
- Charles Edward McGee (2011)
- Thomas Buchanan McGuire (2000)
- John Charles Meyer (1988)
- Russell W. Meyer (2009)
- William Mitchell (1966)
- Marc Andrew Mitscher (1988)
- William Adger Moffett (2008)
- John Joseph Montgomery (1964)
- Thomas Hinman Moorer (1987)
- Sanford Alexander Moss (1976)
- Gerhard Neumann (1986)
- Ruth Rowland Nichols (1992)
- Carl Lucas Norden (1994)
- John Knudsen Northrop (1974)
- Robin Olds (2001)
- Clyde Edward Pangborn (1995)
- William Allan Patterson (1976)
- Frank Piasecki (2002)
- William Thomas Piper (1980)
- Harold Frederick Pitcairn (1995)
- Paul Howard Poberezny (1999)
- Wiley Hardeman Post (1969)
- Elwood Richard Quesada (2012)
- Harriet Quimby (2004)
- Albert Cushing Read (1965)
- Robert Campbell Reeve (1965)
- Frederick Brant Rentschler (1982)
- Ben Rich (2005)
- Holden Chester Richardson (1978)
- Edward Vernon Rickenbacker (1965)
- Sally Ride (2007)
- Cliff Robertson (2006)
- S. Harry Robertson, Jr. (2011)
- Calbraith Perry Rodgers (1964)
- Will Rogers (1977)
- Robert Aitken Rushworth (1990)
- Burt Rutan (1995)
- Dick Rutan (2002)
- Tubal Claude Ryan (1974)
- Walter Marty „Wally“ Schirra (1986)
- Eddie August Schneider (2008)
- Bernard Adolph Schriever (1980)
- Thomas Etholen Selfridge (1965)
- Alan Bartlett Shepard (1977)
- Igor Iwanowitsch Sikorski (1968)
- Robert Forman Six (1980)
- Donald Kent „Deke“ Slayton (1996)
- Cyrus Rowlett Smith (1974)
- Frederick W. Smith (2007)
- Carl Andrew Spaatz (1967)
- Elmer Ambrose Sperry (1973)
- Lawrence Burst Sperry (1981)
- Thomas Patten Stafford (1997)
- Robert M. Stanley (1990)
- John Paul Stapp (1985)
- Lloyd Carlton Stearman (1989)
- James Stewart (2009)
- Katherine Stinson (2019)
- James Stockdale (2002)
- Charles Edward Taylor (1965)
- Louise Thaden (1999)
- Lowell Thomas (1992)
- Paul Warfield Tibbets (1996)
- John Henry Towers (1966)
- Juan Terry Trippe (1970)
- Roscoe Turner (1975)
- Nathan Farragut Twining (1976)
- Albert Lee Ueltschi (2001)
- Hoyt Sanford Vandenberg (1991)
- Wernher von Braun (1982)
- Theodore von Kármán (1983)
- Hans Joachim Pabst von Ohain (1990)
- Chance M. Vought (1989)
- Leigh Wade (1974)
- Patty Wagstaff (2004)
- Henry W. Walden (1964)
- Edward Curtis Wells (1991)
- Edward Higgins White (2009)
- Robert Michael White (2006)
- Thomas D. White (2011)
- Noel Wien (2010)
- Sam Barlow Williams (1998)
- Thornton Arnold Wilson (1983)
- Collett Everman Woolman (1994)
- Orville Wright (1962)
- Wilbur Wright (1962)
- Chuck Yeager (1973)
- John Watts Young (1988)
- Hubert Zemke (2002)